# 德瓦基爾 (紐約州)
德瓦基爾（英語：Dwaarkill）是位於美國紐約州阿爾斯特縣的非建制地區。

## 歷史
德瓦基爾的郵局於1857年設立，其後於1916年停運。

## 地理
德瓦基爾所處的海拔為高於海平面108米（即354英呎），而該地所採用的時區為UTC-5，即北美东部时区（EST）。同時該地設有夏令時間，為UTC-5調快一小時，即UTC-4（EDT）。